# Arrivederci, Fiero (Így jártam anyátokkal)
Az Arrivederci, Fiero az Így jártam anyátokkal című televízió-sorozat második évadának tizenhetedik epizódja. Eredetileg 2007. február 26-án vetítették, míg Magyarországon egy évvel később, 2008. november 25-én.
Ebben az epizódban Marshall Fierója elromlik, épp mielőtt elérné a 200 ezer mérföldet. Ennek kapcsán felidéznek különféle történeteket arról, hogyan hatott az autó a barátságukra.

## Cselekmény
Ted és Marshall a Pontiac Fieróban ülnek, ami hamarosan eléri a 200 ezer mérföldes futásteljesítményt. Marshall szivarral készült a jeles alkalomra, mert az autó jól szolgálta őt. Amikor Ted benyúl a kesztyűtartóba, csak evőpálcikákat talál ott a szivar helyett, és ha ez nem lenne elég, kátyúba hajtanak, és a Fiero leáll. Szervizbe viszik, és míg a javításra várnak, sztorizgatni kezdenek.
Marshall elmeséli, hogy a kocsit a bátyjáéktól kapta, akik különféle próbákkal heccelték. Például be kellett hajtana a Fieróval meztelenül egy útszéli kávézóba, és 12 kávét kellett kérnie, amik mind ráborultak, amikor a testvérei megijesztették. Elmondta, hogy ez a sztori az alapja annak, miért nem volt szabad soha ételt vagy italt, még bevásárlószatyrot sem tenni a kocsiba.
Ted a 100 ezer mérföldes fiaskóról mesél ("Fieroaskó"). Amikor még elsőévesek voltak a fősulin, Marshall felajánlotta Tednek, hogy némi benzinpénzért hazaviszi Ohióba karácsonykor. Útközben eltévednek a hóviharban, és össze kell bújniuk, hogy melegen tartsák egymást az éjjel. Csak másnap reggel vették észre, hogy mindvégig egy motel előtt éjszakáztak, őket pedig melegeknek nézték.
Közben Lily és Robin is kénytelenek megvallani, hogy egyszer ázsiai kajáért mentek az autóval, amit kiöntöttek benne. Félvén a lebukástól, kitakarították azt, majd elszívták a szivarokat (hogy elnyomják az ételszagot), és azok helyére betették az evőpálcikákat, abban bízva, hogy Marshall nem veszi észre. Végül Barneyra kerül a sor, aki elmondja, hogy neki nincsenek különleges élményei az autóval. Sőt igazából utálja azt, ugyanis egyszer ült csak benne, amikor Ted vezetni tanította, de az is halálra rémítette (pedig egy parkolóban voltak, és szinte csak gurultak).
Ezután kiderül, hogy az autó sajnos menthetetlen, de megpróbálják megtolni, hogy elérje a 200 ezer mérföldet. Sajnos ez nem sikerül, így búcsút vesznek tőle. Az alkatrészekért kapott pénzből azért Marshall meg tudja vendégelni a barátait.

## Kontinuitás
- A Fiero először "A szabadság édes íze" című részben jelent meg.
- Marshall könnyűszerrel legyőzi Tedet a "Hoppkutya" játékban, ismét bizonyítva, hogy minden játékban különösen szerencsés.
- Barney azt állítja, hogy nem tud vezetni, noha az "Ne már" című részben Penelope azt mondta, hogy kétszer is szexeltek a kocsijában. Sőt később is látható, ahogy autóban ül, így vagy nem mondott igazat arról, hogy nem tud vezetni, vagy később megtanult.

## Jövőbeli visszautalások
- Marshall négy, Lily pedig csak két gyereket szeretne. A "Beboszetesza" című részben amikor a jövőről ábrándoznak, ugyanígy jelenik meg.
- Utalás történik arra, hogy Ted elég nagyarcú a főiskolán. A "Természettörténet" című rész alapján ez Lilyre és Marshallra is igaz volt.
- A The Proclaimerstől az "I'm Gonna Be (500 Miles)" című szám az egyetlen, ami az autóban szól, mert a kazetta beszorult még évekkel ezelőtt. A dal a "Kettős állampolgárság", "A világítótorony", az "Anyu és apu" és "A mágus kódexe (2. rész)" című részekben is hallható.
- "A kétségbeesés napja" című részben Marshall az apja régi Fordját vezeti, amihez szintén jó emlékek kötik.

## Érdekességek
- Annak ellenére, hogy a Fieróban sem inni, sem enni nem szabad, a "Kettős állampolgárság" című részben Ted és Marshall szárított marhahúst esznek benne és Tantrumot isznak.
- Az epizód kommentárjában Jason Segel azt állítja, hogy Alyson Hannigan az egyik forgatási nap részére szabályosan megszédült, ugyanis számos szivart kellett elszívniuk Cobie Smulders-szel az autós jelenetben, és ki nem állhatja a dohányfüstöt.
- A banda Lily és Marshall esküvőjére hajtogat origami-madarakat az epizód során.

## Vendégszereplők
- Jonathan Browning – szerelő
- Jack Salvatore, Jr. – kávézós pénztáros
- Frank Clem – Hick
- Ned Rolsma – Marcus Eriksen
- Robert Michael Ryan – Marvin Eriksen Jr.

## Zene
- The Proclaimers – I'm Gonna Be (500 Miles)